# Calophyllum recedens
Calophyllum recedens là một loài thực vật có hoa trong họ Calophyllaceae. Loài này được Jum. & H.Perrier mô tả khoa học đầu tiên năm 1910.